# Zitronengrasöl

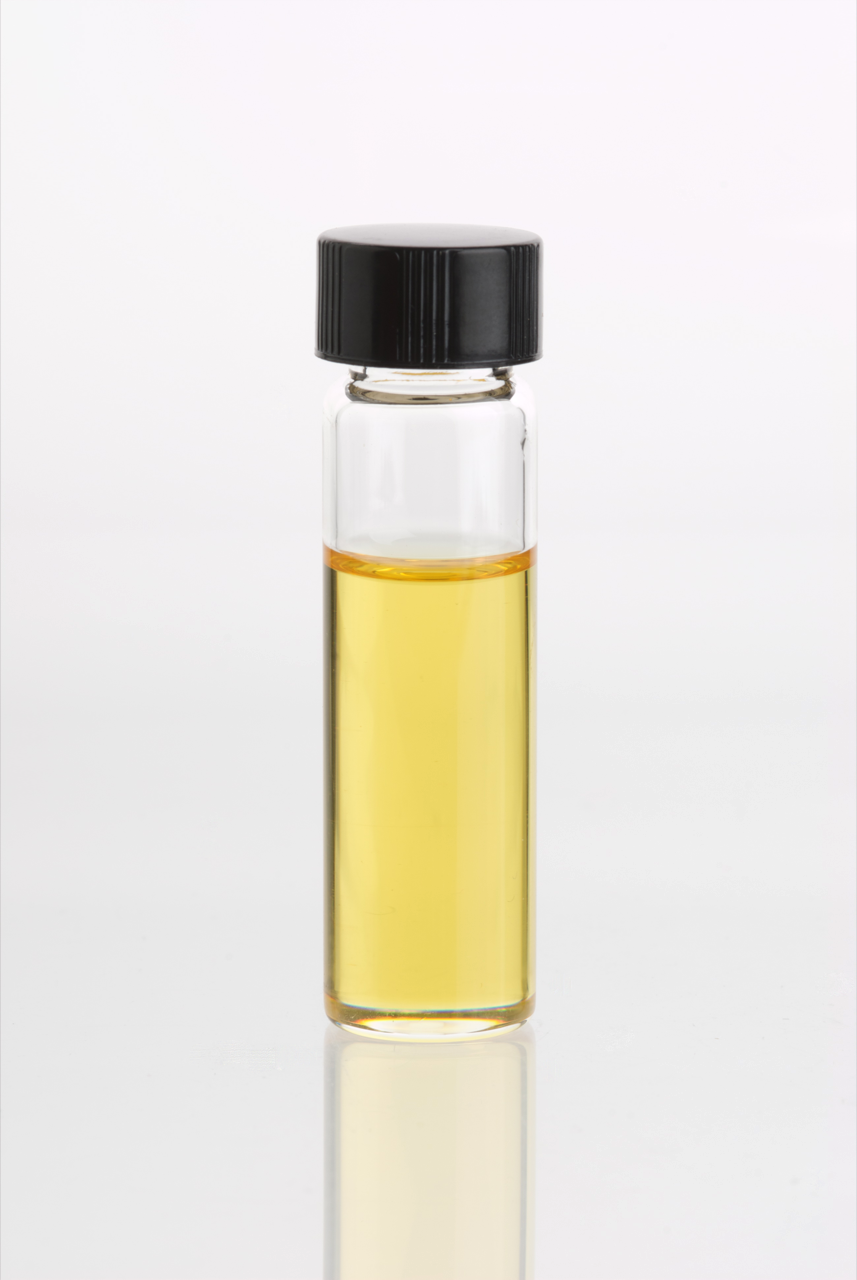
Zitronengrasöl

Zitronengrasöl (auch: Citronengrasöl und Lemongrasöl, lat. Cymbopogonis citrati aetheroleum, engl. lemongrass oil) ist ein hellgelbes bis orangegelbes ätherisches Öl.
Das Öl verströmt einen frischen und starken zitronenartigen Geruch mit einer scharf-bitteren, krautig, blätterartigen Duftkomponente.
Frisches Zitronengrasöl ist außerordentlich lichtempfindlich und löslich in Ethanol, wobei die Löslichkeit mit der Lagerzeit abnehmen kann.

## Herstellung

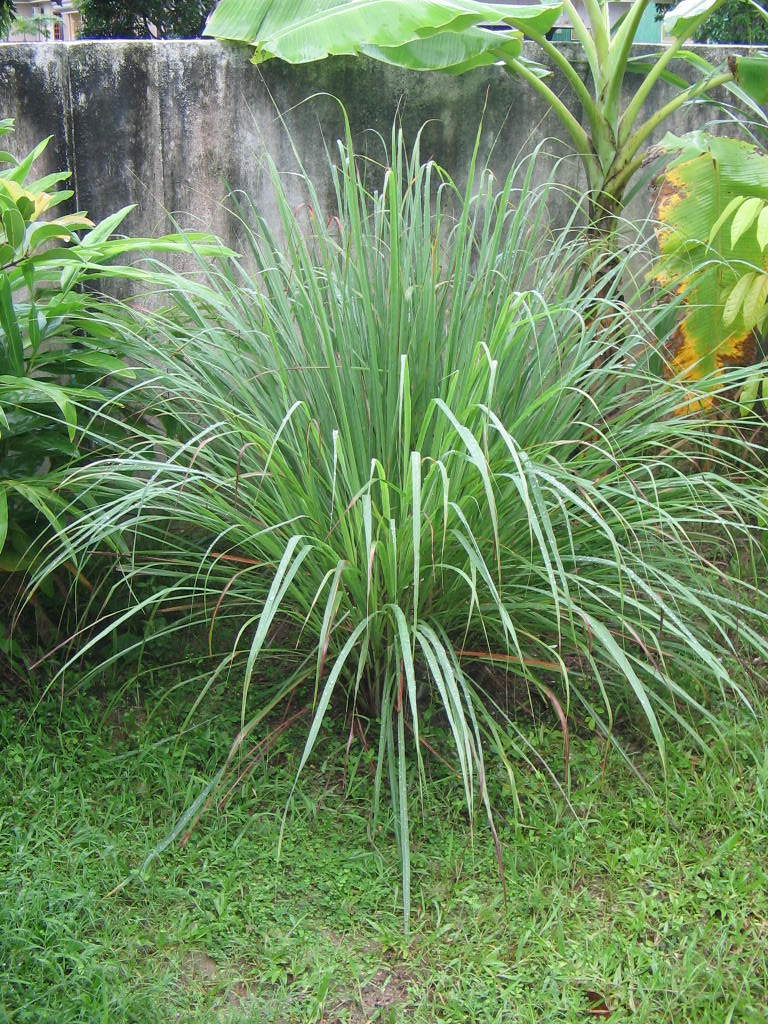
Zitronengras

Zitronengrasöl wird durch Wasserdampfdestillation aus den tropischen Gräsern Cymbopogon flexuosus (ostindisches Lemongrasöl) oder aus Cymbopogon citratus (westindisches Lemongrasöl) hergestellt. Hauptanbaugebiet für die ostindische Art ist Indien, für die westindische Art Mittel- und Südamerika.

## Chemische Inhaltsstoffe
Hauptbestandteil ist Citral (70–75 %), (Geranial, Neral, Dipenten, Farnesol u. a.).

Citral A (Geranial)
Citral B (Neral)
(R)-(+)-Limonen
(S)-(−)-Limonen
Farnesol

### Wirkung und Verwendung in der Medizin
Zitronengrasöl wirkt antibakteriell und sedativ. Zitronengrasöl wird innerlich bei entzündlichen Erkrankungen im Magen-Darm-Trakt sowie im Bereich der Gallenwege eingesetzt. Äußerlich wird das Öl als hyperämisierendes Mittel bei Hexenschuss, Verstauchungen und bei Erkrankungen des rheumatischen Formenkreises verwendet.

### Verwendung in der Technik
Zitronengrasöl dient heute hauptsächlich zur Parfümierung von Haushaltsartikeln (z. B. Seife). Früher wurde Zitronengrasöl auch für die Gewinnung von Citral verwendet. Wegen der Konkurrenz durch das synthetisch hergestellte Citral, das Litsea-cubeba-Öl sowie anderer natürlicher Citral-Quellen ist die Bedeutung des Zitronengrasöls in den letzten Jahrzehnten stark zurückgegangen. Die Weltjahresproduktion beträgt ca. 1.000 Tonnen.

## Gefährdungen
Ein Allergisierungspotential besteht, es ist allerdings wesentlich geringer als bei anderen Terpenen.
Aufgrund von Photodermatitis und möglichen Hautsensibilisierungseffekten sollte Zitronengrasöl nicht (oder nur stark verdünnt) auf der Haut angewendet werden.